# Ralph Solecki
Ralph Stefan Solecki, född 15 oktober 1917, död 20 mars 2019, var en amerikansk arkeolog.

## Biografi
Solecki föddes i Brooklyn i New York. Han var son till de polska invandrarna Mary Tarnowska och Casimir Solecki som var  försäkringsagent. Under sin ungdom började Ralph Solecki leta efter lösfynd, främst pilspetsar, vid föräldrarnas fastighet. Intresset för New Yorks lokala arkeologi stod sig genom hela hans liv. På så sätt arbetade han med lokal arkeologi i den nära tiden men också med världen som arbetsfält till människans utveckling.

### Första erfarenheterna av utgrävningar
Solecki var med i Flushing Historical Societys utgrävningar vid Fort Massapeag åren 1937 till 1938. Fort Massapeag låg vid Oyster Bay på Long Island. Det var en holländsk befäst handelsstation uppförd på 1650-talet för handel med ursprungsbefolkningen. Bland utgrävarna fanns Carlyle Sheeve Smith som var arkeologstudent vid Columbia University och en av Soleckis vänner. Han kartlade jordvallarna på fortet och fann indianska artefakter från den sena skogslandsperioden, keramik och wampums, pärlor av snäckskal. 1939 deltog Solecki åter i Flushing Historical Society utgrävning av en grop med mycket skalrester vid udden vid Hawtree Creek, en aem av Jamaica Bay i Queens County i New York. Man fann keramik, stenredskap och en indiangrav från skogslandperioden. Graven var efter en vuxen kvinna och ett barn bara delvis bevarat och den skänktes till American Museum of Natural History 1947. Vid denna tid var Soleckis erfarenhet begränsad till trakten runt New York men det förändrades då han tillbringade tre sommarsäsonger 1939–1941 i Nebraska. Solecki tjänade sedan i US Army i Europa 1942 till 1945 och blev skadad men återvände till New York och skrev in sig på Columbia University 1946 för att studera antropologi.
Vid  Columbia studerade han under William Duncan Strong, som var professor i amerikansk arkeologi. Hans masteruppsats blev färdig 1950 och handlade om utgrävningarna vid Fort Corchaug. Han hade återvänt till en plats han studerat i sin ungdom, men nu var han tränad och kunde göra en betydande insats om den s.k. kontaktperiodens arkeologi. Platsen Fort Corchaug är nu ett nationellt historiskt landmärke. Solecki trodde först att det var ett fort men senare i sitt liv gjorde han om analysen av materialet och bestämde sig för att det var en holländsk handelsstation. En annan tidig upplevelse var med Stan Wisnewski, som också inleddes med lösfynd under Soleckis högstadie- och gymnasieår vid Maspeth Creek. Arbetet började med projektilspetsar för att etablera en kronologi och då de blev mera sofistikerade kunde de visa hur platsen hade använts under olika tider. Mest använd var den under senarkaisk tid av mobila jägare av förcolumbianska indianer. Genom jämförelser med andra platser föreslog de att Long Island periodvis skulle ha varit avskuret från fastlandet. Solecki och Wisnewski demonstrerade också att projektilspetsarnas ändringar var från väst mot öst, alltså från Pennsylvania och New Jersey till New York och Long Island.

### River Basin Surveys och Bureau of American Ethnology 1948–1949
Mellan 1948 och 1949, när han fortfarande var doktorsstuderande vid Columbia, anslöt han till utgrävningarna River Basin Surveys. Det var räddningsgrävningar och inventeringar som Smithsonian Institution ledde. Det var nya dammbyggen i floderna som var orsaken. Solecki arbetade vid Bluestone Reservoir på gränsen mellan West Virginia och Virginia där han grävde ut lämningar efter indianbyar och högar, studerade klippkonst och koloniala fort. Han arbetade också vid  West Fork Reservoir vid Monongahela River i West Virginia där han identifierade indianska lägerplatser. Han flyttade från River Basin Surveys till Bureau of American Ethnology 1949, men deltog ändå fortsatt i projekt för River Basin Surveys. Solecki gjorde betydelsefulla grävningar för Bureau of American Ethnology av Adena Mounds i Natrium, West Virginia från december 1948 till januari 1949, och hittade ett stort antal gravar och artefakter. Från maj till september 1949 var han deltagare i en expedition av United States Geological Survey, Bureau of American Ethnology och Smithsonian Institution till floderna Kokpowruk och Kokolik i Alaska där han studerade områdets arkeologi och den lokala eskimåkulturen.

### Shanidar
Solecki utnämndes till tjänsteman vid Smithsonian Institution 1951. Han var fortsatt doktorand vid Columbia University men 1950 ändrades han liv då han tog ledigt från museet för att delta i University of Michigans expedition till mellersta östern ledd av George Cameron, som bjöd in Solecki till expeditionen. Ralph Solecki stannade i Irak för att utforska Shanidargrottan, en av 40 grottor han hade besökt i Kurdistan. Mellan 1951 och 1961 ledde han ett lag arkeologer och antropologer som grävde ut Shanidargrottan och den närliggande boplatsen Zawi Chemi. Shanidar ligger i Zagrosbergen i Kurdistan i norra Irak. Solecki rapporterade sin önskan att undersöka Shanidar till den irakiska antikvitetsmyndigheten som leddes av generaldirektören  Naji al Asil. Solecki tillbringade sedan fyra säsonger vid Shanidar. Första säsongen var 1951 och finansierades av den irakiska myndigheten. Andra säsongen, maj till augusti 1953, var finansierad av Smithsonian och den irakiska myndigheten. Tredje säsongen var från oktober 1956 till juni 1957. Politisk oro under sommaren 1958 tvingade Solecki att ställa in fältarbetet till 1960. Säsongen 1960 blev den sista då ett kurdiskt uppror sedan hindrade fortsatt arbete.

### De arkeologiska fynden från Shanidar
Shanidars lagerföljd var avsatt i fyra olika tidsepoker under 100 000 år.
- Underst en mellanpaleolitisk kultur, en avslagskultur klassificerad som Mousterian, Lager D. I dessa lager hittades 9 skelett eller delar av skelett och platsen blev världskänd genom Soleckis två publikationer Shanidar: The first flower people  1971[4] och Shanidar: The humanity of Neanderthal man 1972[5]
- En övre paleolitisk spånbaserad kultur kallad Baradostian lager C publicerad i Soleckis doktorsavhandling The Baradostian industry and the Upper Palaeolithic in the Near East.
- En mesolitisk kultur benämnd Zarzian med karakteristiska ryggade blad lager B 2 och liknande material anknutna till en grupp tidiga Proto-Neolitiska begravningar, Lager B1. Materialet publicerat i  boken The Proto-Neolithic Cemetery in Shanidar Cave av Ralph Solecki, Rose L. Solecki, och Anagnostis P. Agelarakis. 2004.
- och ett översta lager som var från  neolitisk tid och recent material, Lager A.

Under andra utgrävningsperioden vid Shanidar skickade Solecki träkolsbitar från härdar i grottan till US Geological Survey för att dateras med den nya radiokarbonmetoden, han samlade in ett stort antal stenredskap från lagret C som han daterade till övre paleolitikum. Cambridgearkeologen Dorothy Garrod, som ledde utgrävningarna vid Mount Carmel i Palestina från 1929 till 1934, besökte Shanidar i december 1953 för att studera de övre paleolitiska fynden, och hon föreslog att denna kultur skulle kallas Baradostian, efter den lokala bergskedjan.

### Karriären efter Shanidar
Soleckis karriär tog fart och han blev antikvarie vid Smithsonian Institution från 1958 till 1959. 1959 blev han professor vid Anthropology Department vid Columbia University och han stannade där till 1988. Hustrun Rose Solecki var samtidigt forskningsassistent vid Anthropology Department och arbetade nära maken under sin karriär. Under tiden på Columbia hade Solecki möjligheten att arbeta i mellersta östern och Afrika. Ha utförde utgrävningar på förhistoriska bosättningar vid Columbias Nubiska expedition i Sudan 1961–1962. Expeditionen till Turkiet 1963 ledde till att han upptäckte grottmålningar av djur. Ralph och Rose Solecki ledde en serie grävningar av paleolitiska lämningar vid klippöverhänget vid Yabrud i Syrien, först från 1963 till 1965, sedan åter 1981 och 1987 till 1988. Den tyske arkeologen Alfred Rust hade studerat platsen på 1930-talet och Rust var tillsammans med Soleckis under deras första utgrävning på platsen. 1969, 1970, and 1973 grävde Solecki ut grottor vid Nahr Ibrahim i Libanon och hittade mellanpaleolitiska artefakter. Planer på att återbesöka platsen inställdes 1975 på grund av politiska oroligheter. Han undersökte en mellanpaleolitisk plats vid El Masloukh i Libanon 1969.

### Arbete i arkeologiska organisationer
Solecki organiserade en viktig konferens 1969 vid Institute of Archaeology i London som finansierades av Wenner-Gren Foundation for Anthropological Research. Konferensen samlade experter på paleolitisk arkeologi i Levanten för att skapa en typologi för övre paleolitiska och Epi-Paleolitiska artefakter, genom att studera fynd från platsen Ksar Akil som fanns  i Institute of Archaeology’s samlingar. Solecki var medlem av flera vetenskapliga samfund, till exempel Society for American Archaeology och Anthropological Society of Washington. Han satt i styrelsen för American Schools of Oriental Research och var 1980 en av grundarna för Professional Archaeologists of New York City, en organisation vars syfte var att skydda och bevara arkeologiska och historiska tillgångar i  New York City.

### Sista arbetsåren
Ralph och Rose Solecki pensionerades båda från Columbia University 1988, men 1990 accepterade de en befattning som adjungerade professorer vid Texas A&M University i College Station i Texas. Där publicerade han Ancient Peoples and Landscapes. De fortsatte att publicera arbeten och att studera arkeologiska material som de samlat. Soleckis samarbetade med Anagnostis Agelarakis i studiet av det Proto-Neolitiska gravfältet i Shanidar, som publicerades 2004 i The Proto-Neolithic Cemetery in Shanidar Cave. Arbetet diskuterade platsens gravseder. 2000 lämnade Ralph och Rose Solecki Texas A&M University och flyttade till South Orange i New Jersey. 

### Personligt
Ralph Solecki var gift med kollegan Rose Solecki. De är föräldrar till den amerikanske geografen William Solecki och UNHCR-tjänstemannen  John Solecki. Ralph Solecki dog i mars 2019 då han var 101 år gammal. 